# Сан Джоржо Морджето
Сан Джо̀рджо Морджѐто (на италиански: San Giorgio Morgeto, на местен диалект San Giorgiu Morgeto, Сан Джорджу Морджету) е малко градче и община в Южна Италия, провинция Реджо Калабрия, регион Калабрия. Разположено е на 512 m надморска височина. Населението на общината е 3106 души (към 2012 г.).